# Дом Суского
Дом Суского (пол. Dom Suskiego) — название здания, которое находится в Кракове на улице Гродская дом 26. Здание внесено в реестр охраняемых памятников Малопольского воеводства.
Здание было построено в 1909 году в стиле исторического модернизма по проекту польского архитектора Владислава Экельского, который использовал архитектурные элементы краковских Суконных рядов.
10 августа 1988 года здание было внесено в реестр охраняемых памятников Малопольского воеводства (№ А-765).